# Derrick Campbell
Derrick Nathan Campbell (Cambridge, 18 februari 1972) is een Canadees shorttracker.
Tijdens de Olympische Winterspelen 1994 werd Campbell in de finale onderuit gereden door de Brit Nicholas Gooch en reed door en dacht de bronzen medaille te winnen, alleen hij reed een ronde te weinig.
In 1998 werd Campbell olympisch kampioen op de relay.

## Resultaten

### Olympische Winterspelen
| Jaar | Plaats | Resultaten                   |
| ---- | ------ | ---------------------------- |
| 1994 | Hamar  | 4e relay 11e 500 m 6e 1000 m |
| 1998 | Nagano | relay                        |

1992: Kim, Lee, Mo, Song ·
1994: Carnino, Fagone, Herrnhof, Vuillermin ·
1998: Bédard, Campbell, Drolet, Gagnon ·
2002: Bédard, Gagnon, Guilmette, Tremblay, Turcotte ·
2006: Ahn, Lee, Seo, Song ·
2010: Bastille, Ch. Hamelin, F. Hamelin, Jean, Tremblay ·
2014: An, Grigorev, Jelistratov, Zacharov ·
2018: S. Liu, S.S. Liu, Knoch, Burján ·
2022: Ch. Hamelin, Dubois, Pierre-Gilles, Dion